# Кузьмин, Валентин Степанович
Валентин Степанович Кузьмин (15 мая 1935 — 13 августа 2013, Ульяновск, Российская Федерация) — советский и российский тренер по легкой атлетике, заслуженный тренер РСФСР, Заслуженный работник физической культуры Российской Федерации.

## Биография
Родился в офицерской семье. Учился в школах Ленинакана (Армения), Тебриза (Иран), Пензенской и Ульяновской областей (Кузоватово, Никольское-на-Черемшане).
В 1957 г. окончил Московский институт физической культуры. Был распределён в Ульяновск. Трудовую деятельность начал тренером-преподавателем спортивной школы молодежи, впоследствии он стал её директором и тренером сборной Ульяновской области по легкой атлетике.                                                                                                                                           
В 1970—1972 гг. — тренировал спортсменов Болгарии, с 1972 г. — на факультете физического воспитания Ульяновского педагогического института. Среди его учеников рекордсменка мира в беге на 1500 метров Татьяна Казанкина.
Являлся членом президиума Российской ассоциации ветеранов легкой атлетики. Подготовил учебник по легкой атлетике для педагогических вузов по легкой атлетике (2003 год), который переиздавался шесть раз. В последние годы был доцентом кафедры физического воспитания Ульяновского высшего авиационного училища гражданской авиации.
Участвовал в международных соревнованиях ветеранов. В своей возрастной категории установил несколько рекордов России по прыжкам в высоту, в 1998 г. в США и в 2002 г. в Австралии стал бронзовым призёром IV и V Всемирных игр ветеранов спорта.
Похоронен на Северном кладбище Ульяновска.

## Награды и звания
Заслуженный тренер РСФСР, заслуженный работник физической культуры Российской Федерации. Отличник народного просвещения СССР.

## Факты
- Валентин Степанович снимался в массовках двух фильмов, ставших классикой советского кино, — «Летят журавли» (1957) и «Мы с вами где-то встречались» (1954)[1].
- Валентин Кузьмин на местном телевидении вёл телепередачу «Стадион»[1].
- С1959 года по 2010 год он комментировал легкоатлетическую эстафету на призы «Ульяновской правды». За что ему вручили символический «Золотой микрофон»[1].

## Память
- На Ульяновской спортивной школе Олимпийского резерва Валентину Степановичу установлена мемориальная доска.